# 巴龍比姆博湖

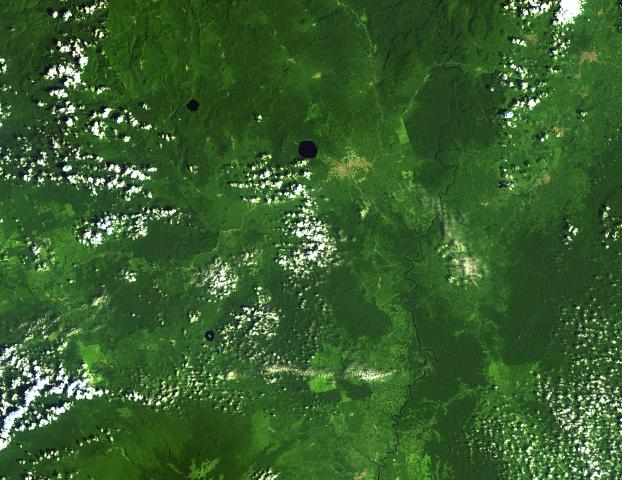

4°40′N 9°24′E / 4.667°N 9.400°E
巴龍比姆博湖（法語：Lac Barombi Mbo），是喀麥隆的湖泊，位於該國西南部，由西南區負責管轄，處於昆巴附近，長2公里，面積5平方公里，海拔高度300米，平均水深69米，最大水深111米。